# Fallicambarus strawni
Fallicambarus strawni är en kräftdjursart som först beskrevs av Charles Wilson Reimer 1966.  Fallicambarus strawni ingår i släktet Fallicambarus och familjen Cambaridae. IUCN kategoriserar arten globalt som livskraftig. Inga underarter finns listade i Catalogue of Life.